# Orania (schip, 1922)
Het stoomschip de SS Orania was een vracht- en passagiersschip van de Amsterdamse rederij de Koninklijke Hollandsche Lloyd (KHL). Samen met de zusterschepen Flandria en Zeelandia onderhield het een vast vaarschema naar Zuid-Amerika.
Het schip verwierf nationaal en internationaal bekendheid toen het in de haven van Leixões te Portugal door een Portugees vrachtschip midscheeps geramd werd. Ondanks verwoede pogingen om de Orania te redden zonk het naar de bodem. Deze scheepsramp betekende niet alleen het einde van het vervoer van passagiers naar Zuid-Amerika door de KHL, maar luidde tevens de ondergang van deze ooit zo prestigieuze rederij in.

## Geschiedenis

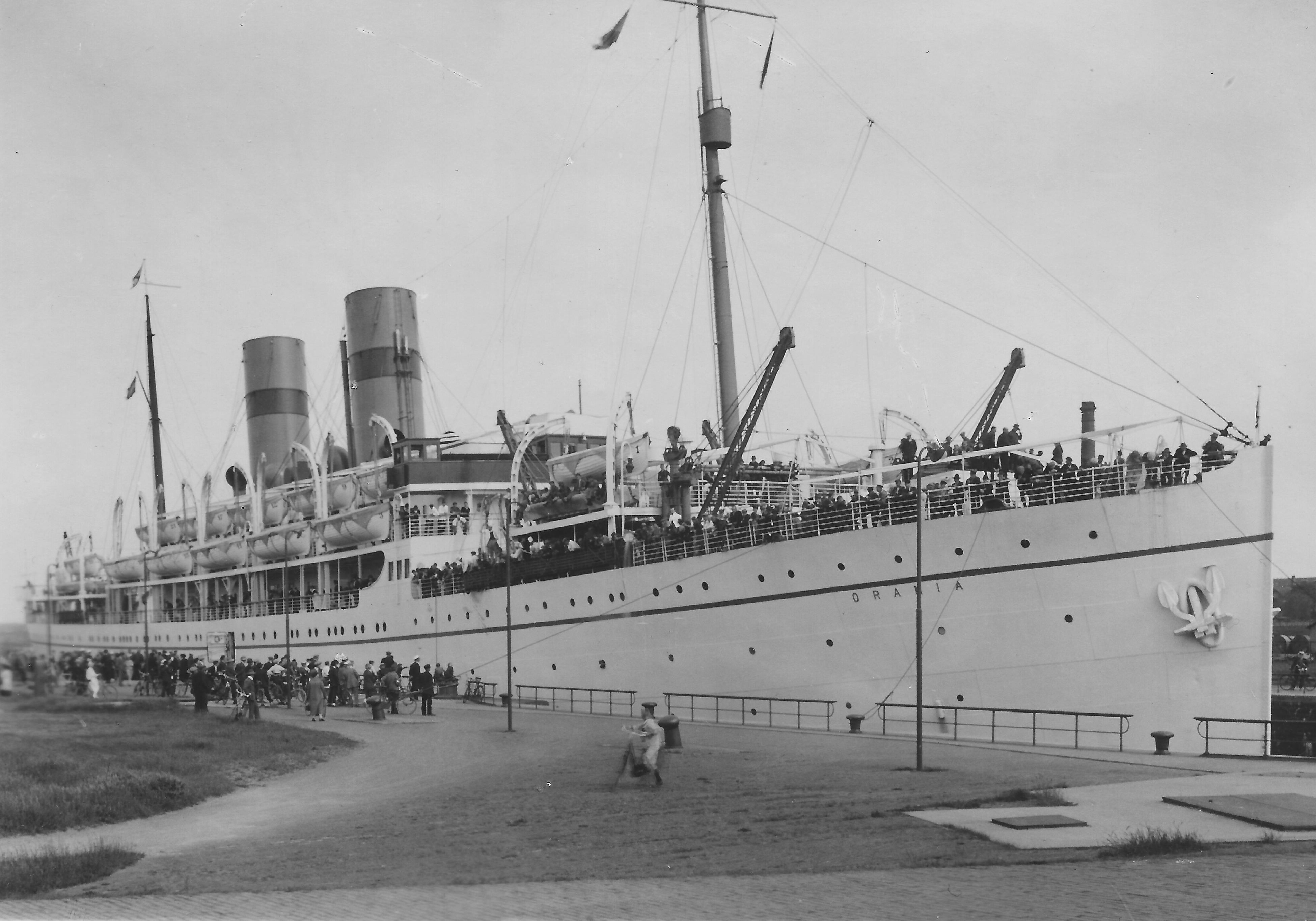
De Orania aan de kade, gereed voor vertrek

De Orania is door de werf van Workman Clark & Co (Belfast) met nummer 379 gebouwd en in 1922 opgeleverd. Oorspronkelijk gebouwd voor de lijndienst tussen Amsterdam, Cuba, Mexico en New Orleans. Deze dienst bleek niet levensvatbaar en daarom ingezet op de bestemming Zuid-Amerika (Buenos Aires).
Het passagiersgedeelte van het schip had een capaciteit van 128 passagiers in de eerste klasse, 104 in de tweede klasse, 76 in een tussenklasse, 102 tussendeks in hutten en 700 tussendeks op zalen. In totaal was er ruimte voor 1100 passagiers en 250 bemanningsleden. De Orania was een voor die tijd modern en luxueus ingericht schip met prachtige eet- en rooksalons, een social hall, muziekkamers, een kinderkamer en luxe uitgevoerde hutten in de eerste klas.
De voortstuwing van het schip bestond uit twee sets double reduction geared Brown-Curtis stoomturbines, waarmee een maximale snelheid van zesentwintig kilometer per uur kon worden behaald. Nieuw aan dit schip was de koel- en vriesinstallatie voor het inkomend transport van bevroren en gekoeld vlees, gekoeld fruit en dan met name sinaasappelen en bananen en als uitgaande vracht aardappelen, vis, planten en eieren.

## Ondergang

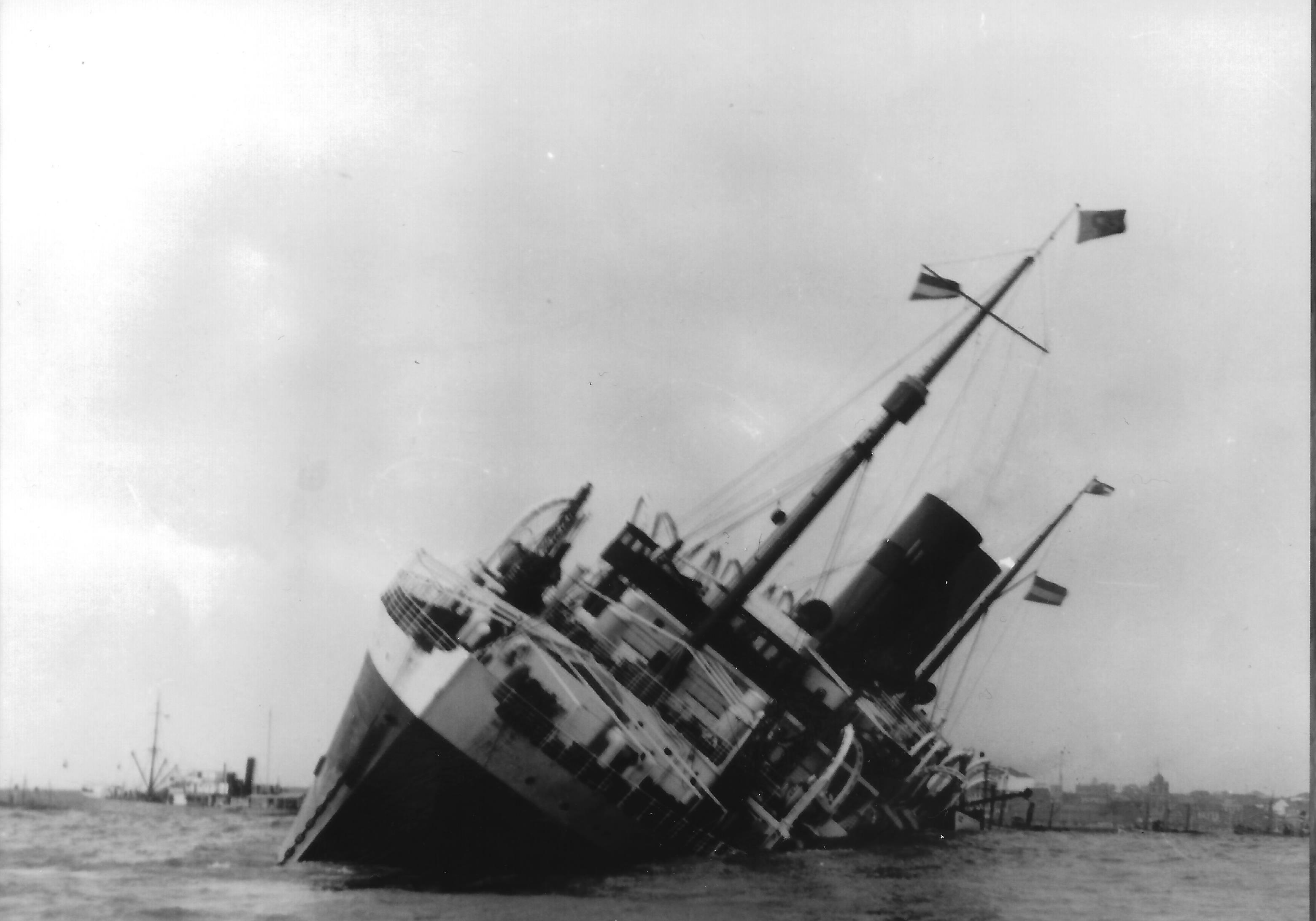
Ondergang van de Orania in de haven van Leixões (Portugal)

Op woensdag 19 december 1934 had de Orania met behulp van een loods de haven van Leixões bereikt. De haven is voor grote zeeschepen lastig om in te varen vanwege de nauwe doorgang, de vele zandbanken voor en in de haven en de sterke getijden. Die dag stond er ook een stevige wind, die het nog gevaarlijker maakte. Om één uur in de middag was de Orania in het midden van de haven voor anker gegaan waarna meteen met inschepen begonnen was. Niet veel later voer het Portugese vrachtschip de Loanda met hoge snelheid eveneens de haven in. Hierbij kon het niet tijdig snelheid minderen, waardoor de boeg van de Loanda met hoge snelheid de Orania midscheeps ramde.
Dit alles gebeurde zo snel dat de waterdichte schotten niet tijdig gesloten konden worden. Door een groot gat in de romp stroomde in korte tijd grote hoeveelheden water het schip binnen. Het schip maakte snel slagzij en de reddingsboten konden niet meer gestreken worden. Toegesnelde bootjes van de kade brachten de opvarenden allemaal in veiligheid. In een half uur lag het schip grotendeels onder water en rustte het op de bodem van de haven. Enkele weken later is het schip met behulp van explosieven opgeruimd.
Het overgrote deel van de opvarenden is met de schrik vrijgekomen. Alle bagage van de passagiers en de volledige lading ging verloren. Het schip was goed verzekerd tegen verlies, maar de uitkering van de verzekeraar kon niet verhinderen dat enkele maanden later de KHL surseance van betaling moest aanvragen.

## Landverhuizers

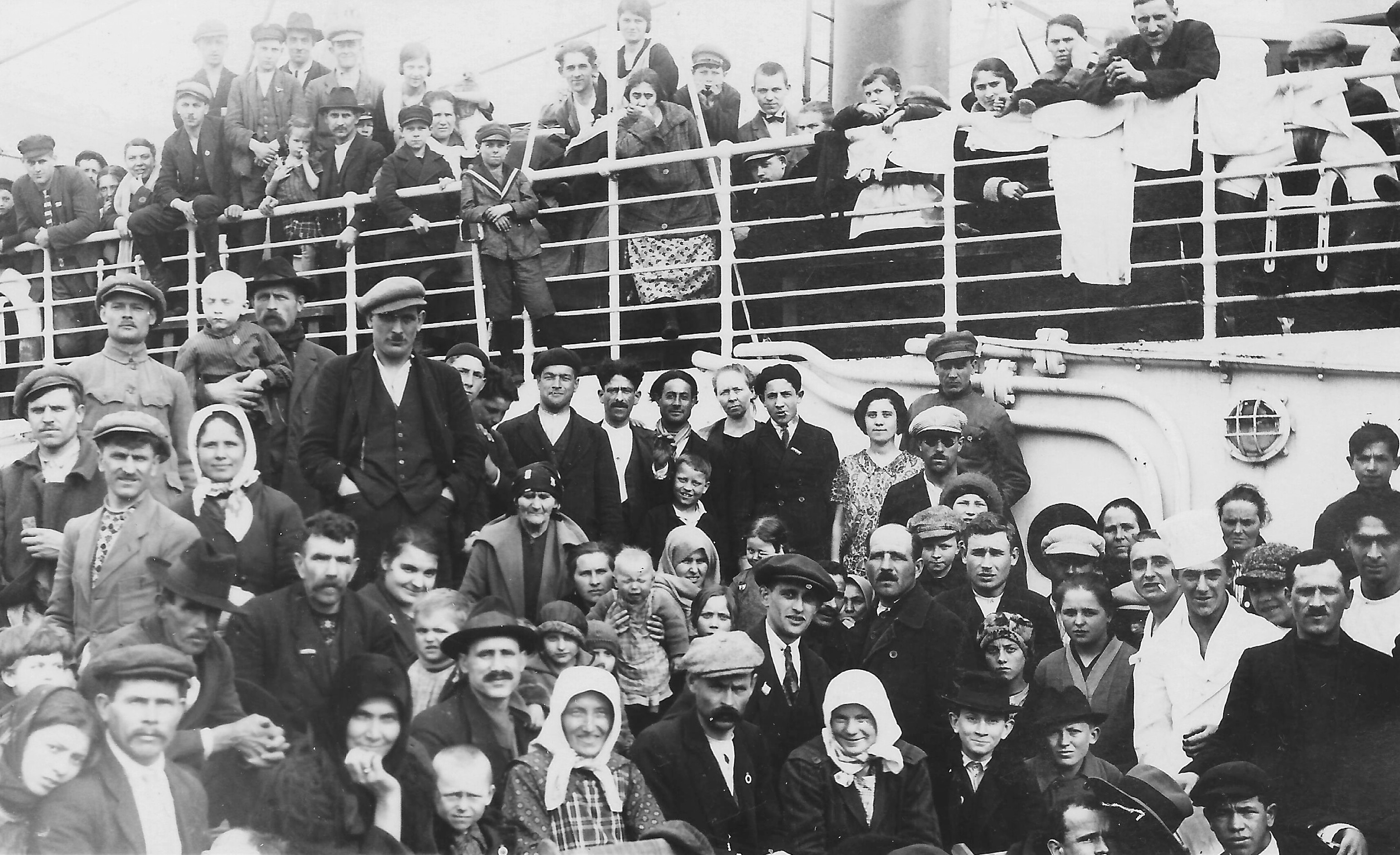
Groep landverhuizers aan boord van de Orania

Vanaf de eerste reis in 1922 tot de laatste in 1934 zijn grote hoeveelheden landverhuizers, emigranten uit Oost-Europa, met de Orania vervoerd. Deze landverhuizers, vooral afkomstig uit Polen, Rusland, Hongarije en de Baltische Staten, waren boeren die de armoede in eigen land ontvluchtten. Hun bestemming was Argentinië, Brazilië of Uruguay waar zij op de cacao- en koffieplantages terecht kwamen. Tussen de Oost-Europeanen zaten ook veel Joden, op de vlucht voor het toenemende antisemitisme in Europa.
Om de grote stroom van passagiers in Amsterdam op te kunnen vangen werd het zogenaamde landverhuizershotel in 1921 aan de Oostelijke Handelskade gerealiseerd. Dit hotel stond beter bekend onder de naam Lloyd Hotel, ontworpen door architect Evert Breman. De landverhuizers, vaak moe na een lange reis uit Oost-Europa, werden op het Centraal Station opgevangen en tot de speciale trein voor het verdere transport naar de Oostelijke Handelskade begeleid.
Via een uitgebreid agentennetwerk in geheel Oost-Europa werden de landverhuizers met mooie brochures van vooral het hotel verleid om de grote oversteek met de KHL te gaan maken. Eenmaal bij het hotel aangekomen stond een bezoek aan het ontsmettingsgebouw als eerste op de agenda. Na controle door een arts volgde een douche. De verzamelde kleding werd gedesinfecteerd. Dit was noodzakelijk omdat de hygiënische omstandigheden in het thuisland vaak verre van optimaal waren.
Indien een ziekte geconstateerd werd, was verwijdering uit de passagierslijst het logische gevolg. Tijdens de meer dan twintig dagen durende reis zaten de passagiers op het tussendek van het schip kort op elkaar gepakt met weinig licht en frisse lucht. Bovendien waren de sanitaire voorzieningen voor zoveel mensen niet optimaal. Er was dus een groot besmettingsgevaar onder de landverhuizers. De schepen van de KHL hadden daarom altijd meerdere doktoren aan boord. 